# Idiocera satanas
Idiocera satanas är en tvåvingeart som först beskrevs av Alexander 1959.  Idiocera satanas ingår i släktet Idiocera och familjen småharkrankar. Inga underarter finns listade i Catalogue of Life.